# Norborne Berkeley, 4. Baron Botetourt

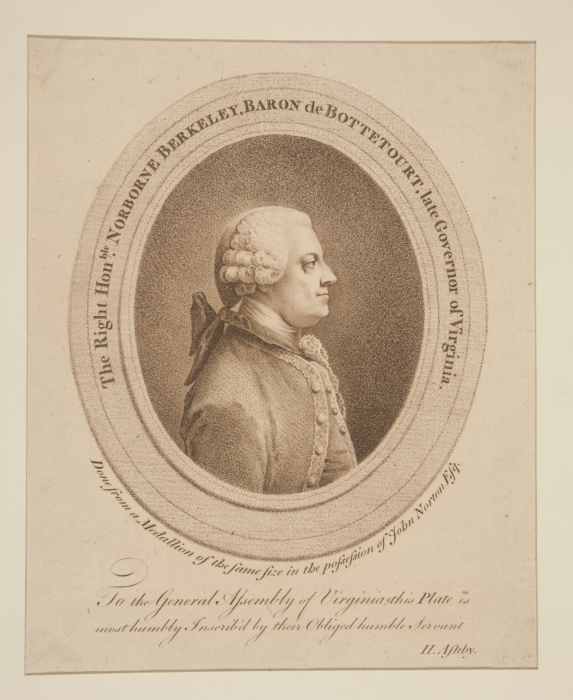
Norborne Berkeley, 4. Baron Botetourt

Norborne Berkeley, 4. Baron Botetourt (* 21. Dezember 1717 in London; † 15. Oktober 1770 in Williamsburg, Colony of Virginia) war ein britischer Politiker und Kolonialgouverneur.

## Leben
Berkeley war der einzige Sohn und Erbe des John Symes Berkeley (1663–1736), Gutsherr von Stoke Gifford bei Bristol, aus dessen zweiter Ehe mit Elizabeth Norborne (1678–1742), Witwe des Edward Devereux, 8. Viscount Hereford. Sein Vater war von 1720 bis 1734 Knight of the Shire für Gloucestershire und aufgrund seiner weiten Ländereien, auf denen Kohlebergbau betrieben wurde, einer der angesehensten Bürger der Region. Seine Schwester Elizabeth Berkeley (um 1719–1799) heiratete 1740 Charles Somerset, 4. Duke of Beaufort.
Sowohl die große Erbschaft von seinem Vater als auch die Beziehung zu seinem einflussreichen Schwager verhalfen ihm zu einigem Einfluss. 1741 wurde er erstmals als Knight of the Shire der Tories für Gloucestershire ins britische House of Commons gewählt. Er wurde mehrfach wiedergewählt und hatte dieses Mandat bit zum 30. April 1763 inne. Im Parlament votierte er nicht immer gegen die Whig-Regierung und unterstützte Maßnahmen wie den Stamp Act. Im Gegensatz zu einigen jakobitischen Verwandten akzeptierte er das Haus Hannover. 1749 erhielt er die Ehrendoktorwürde im Civil Law der University of Oxford. Von 1758 bis 1766 amtierte er als Colonel der neuaufgestellten South Gloucestershire Militia. Von 1760 bis 1764 hatte er das Hofamt eines Groom of the Bedchamber inne. Zwischen 1762 und 1766 war ihm die Verwaltung von St Briavels Castle und dem umliegenden Forest of Dean in Gloucestershire anvertraut. Von 1762 bis 1766 war er Lord Lieutenant von Gloucestershire. Von 1767 bis zu seinem Tod hatte er das Hofamt eines Lord of the Bedchamber inne.
Er konnte erwirken, dass ihm am 13. April 1764 der seit 1406 in Abeyance befindliche englische Adelstitel Baron Botetourt als 4. Baron zuerkannt wurde. Damit wurde er Mitglied des britischen House of Lords.
Nach dem Tod des Vizegouverneurs Francis Fauquier 1768 erhielt Berkeley das Amt des Gouverneurs der Colony of Virginia, das er wohl aus Geldsorgen anstrebte. Im Gegensatz zu seinen Vorgängern, die fast alle die Neue Welt nie betraten und stattdessen über ihre Stellvertreter regierten, verbrachte Berkeley seine Amtszeit dort. Möglicherweise war dies eine Strategie der britischen Regierung, die infolge neuer Steuern unzufriedene Kolonie wieder unter Kontrolle zu bringen. Bald machte sich Berkeley durch seine umgängliche Persönlichkeit und eine kompetente Verwaltung unter den Kolonisten beliebt. Der Höhepunkt seiner Amtszeit war am 17. Mai 1769, als er das House of Burgesses auflöste. Zuvor hatte das virginische Bürgerhaus einen Beschluss veröffentlicht, in dem sie das britische Parlament für seine Kolonialsteuerpolitik verurteilte und behauptete, alleine über die Kolonialsteuern entscheiden zu dürfen (vgl. No taxation without representation). Seine Popularität verhinderte, dass die Situation außer Kontrolle geriet.
Berkeley verstarb überraschend nach nur zwei Jahren im Amt an einem Erysipel. Nach ihm wurden das Berkeley County und das Botetourt County benannt. Eine Statue von ihm steht noch heute im College of William and Mary, welches er während seiner Amtszeit gefördert hatte. Norborne Berkeley heiratete nie. Der Vizeadmiral Sir Charles Thompson, 1. Baronet war möglicherweise sein illegitimer Sohn. Mangels legitimer Nachkommen fiel sein Baronstitel bei seinem Tod erneut in Abeyance und wurde 1803 seinem Neffen Henry Somerset, 5. Duke of Beaufort zugesprochen.